# Hans Rasmussen (politiker)
 For alternative betydninger, se Hans Rasmussen. (Se også artikler, som begynder med Hans Rasmussen)
Hans Rasmussen (født 23. juni 1873 i Gamtofte Sogn, død 18. marts 1949 i København) var en dansk politiker (Socialdemokraterne) og formand for Folketinget.
Hans Rasmussen var født i Gamtofte Sogn på Fyn. Søn af skrædder Erik Rasmussen og hustru. 
Hans Rasmussen var formand for Folketinget i perioden fra 9. maj 1933 til 30. oktober 1945.